# Serra Caiada
Serra Caiada là một đô thị thuộc bang Rio Grande do Norte, Brasil. Đô thị này có diện tích 167,348 km², dân số năm 2007 là 7752 người, mật độ 46,3 người/km².